# Switch (fondation)
 (juillet 2017).
Pour les articles homonymes, voir Switch.
SWITCH est une fondation suisse chargée de l'administration du domaine de premier niveau national (country code top level domain : ccTLD) .ch réservé à la Suisse sur Internet, ainsi que du .li pour le Liechtenstein. Elle offre également divers services aux universités et hautes écoles suisses.

## Historique
Le 22 octobre 1987, la fondation « SWITCH - Services de téléinformatique pour l'enseignement et la recherche » a été créée par le Conseil fédéral et huit cantons universitaires (Bâle-Ville, Berne, Fribourg, Genève, Neuchâtel, St-Gall, Vaud et Zurich).

## Buts
La fondation, qui a son siège au Werdstrasse à Zurich, a pour but "de créer les bases nécessaires à une utilisation efficace des méthodes modernes de la téléinformatique au service de l'enseignement et de la recherche en Suisse, d'encourager et d'offrir de telles méthodes, de participer à leur élaboration et d'en maintenir l'usage". Elle ne poursuit pas de but commercial et n'est pas tenue de dégager un bénéfice.

## Conseil de fondation
SWITCH dispose d'un Conseil de fondation, dans lequel sont représentés les autorités fédérales, les cantons universitaires, les écoles polytechniques fédérales, les universités cantonales, les hautes écoles spécialisées et institutions similaires.

## Services aux universités suisses
- accès sur mesure au réseau SWITCH, grâce à des technologies Internet et des bandes passantes de pointe,
- connexions rapides aux réseaux étrangers,
- prestations de réseau.